# Santa Maria de Meià
Santa Maria de Meià és un poble de la comarca de la Noguera situat al vessant sud de la serra del Montsec de Rúbies. Forma una entitat municipal descentralitzada dins del municipi de Vilanova de Meià.

## Història
La vila de Santa Maria de Meià és encara avui la capital espiritual de la Coma de Meià com a cap que va ser durant 800 anys del Priorat de Meià. El senyor jurisdiccional era el prior de Meià. El 1834, quan van ser abolides les jurisdiccions d'origen feudal, Santa Maria va formar ajuntament amb el poble de Peralba (abandonat a la dècada de 1970 i avui despoblat). El 1926, a petició pròpia, el municipi de Santa Maria va ser agregat al municipi de Vilanova de Meià.
Al peu mateix del vessant meridional del Montsec de Rúbies, sota la serra de Sant Alís, a 700 m sobre el nivell del mar. Dins del seu terme es troba el despoblat de Peralba, les antigues quadres de Coscollera, Vallferines i Rocaspana, i els termes dels castells d'Orenga, Sant Esteve del Montsec i Cabrera.
Es diu que el 1396, a la mort del rei Joan I, el comte Mateu de Foix, que aspirava a la Corona d'Aragó, va voler ocupar el comtat d'Urgell. Com que els habitants del Priorat de Meià oposaren resistència, el comte de Foix va destruir moltes poblacions de Meià, entre elles, la població de la Coscollera. El prior de Meià, Berenguer de Rajadell, va manar que no es reconstruís el poble de la Coscollera i ordenà edificar una vila de nova planta a llevant del Monestir, la qual prengué el nom de Santa Maria de Meià. En la fundació de la nova vila s'edificaren només dotze cases (amb portal de mig punt fet amb dovelles), en record dels dotze apòstols. Aquest recinte medieval estava tancat per dos portals.
Però possiblement, la Coscollera i Santa Maria (nascuda segurament durant el s.XII) eren en aquells moments dues poblacions diferents amb una mateixa entitat jurídica municipal, com també passava entre la població de Meià (situada al Puig) i la Vilanova de Meià (creada a la plana, de nova planta). Per això, quan l'any 1396, el comte de Foix arrasà el Priorat destruint la Coscollera i Santa Maria, només es va tornar a reedificar Santa Maria de Meià, cosa que també va passar amb Vilanova i l'antiga vila del puig de Meià.

## Fauna i vegetació
El grup més representatiu de fauna que habita i cria en aquest ambient és el de les aus: rapinyaires com ara el voltor, el xoriguer, l'àliga daurada, l'aufrany i, fins i tot, l'amenaçat trencalòs, es poden veure sobrevolant el Montsec de Rúbies. D'altres ocells d'aquest medi que poden ser més fàcilment observables són el ballester, el roquerol, la gralla de bec vermell, la merla blava, el corb…
Les cingleres esdevenen un dels ecosistemes més característics del Montsec de Rúbies. La vegetació viu en un medi molt inhòspit: només pot desenvolupar-se en les escletxes o petits replans on s'acumula una mica de sòl. S'hi poden observar alguna alzina o savina i petites plantes característiques d'aquest medi. Algunes com el te de roca o el poniol viuen en lloc assolellats; mentre que l'orella d'os i la corona de rei prefereixen les parts ombrívoles i frescals.

## Llocs d'interès
- Casa de colònies de Santa Maria de Meià, adscrit a la Parròquia de Balaguer, està situat en un antic monestir. Durant la Guerra Civil feu les funcions d'hospital militar i l'any 1950 la Parròquia de Santa Maria de Balaguer el va comprar per destinar-lo al servei dels infants i joves. Actualment és una instal·lació de grans dimensions que ofereix també amplis espais exteriors. Situada a la sortida del poble i envoltada de terreny per desenvolupar-hi activitats, és una casa apropiada per torns de colònies i convivències enmig de la natura.

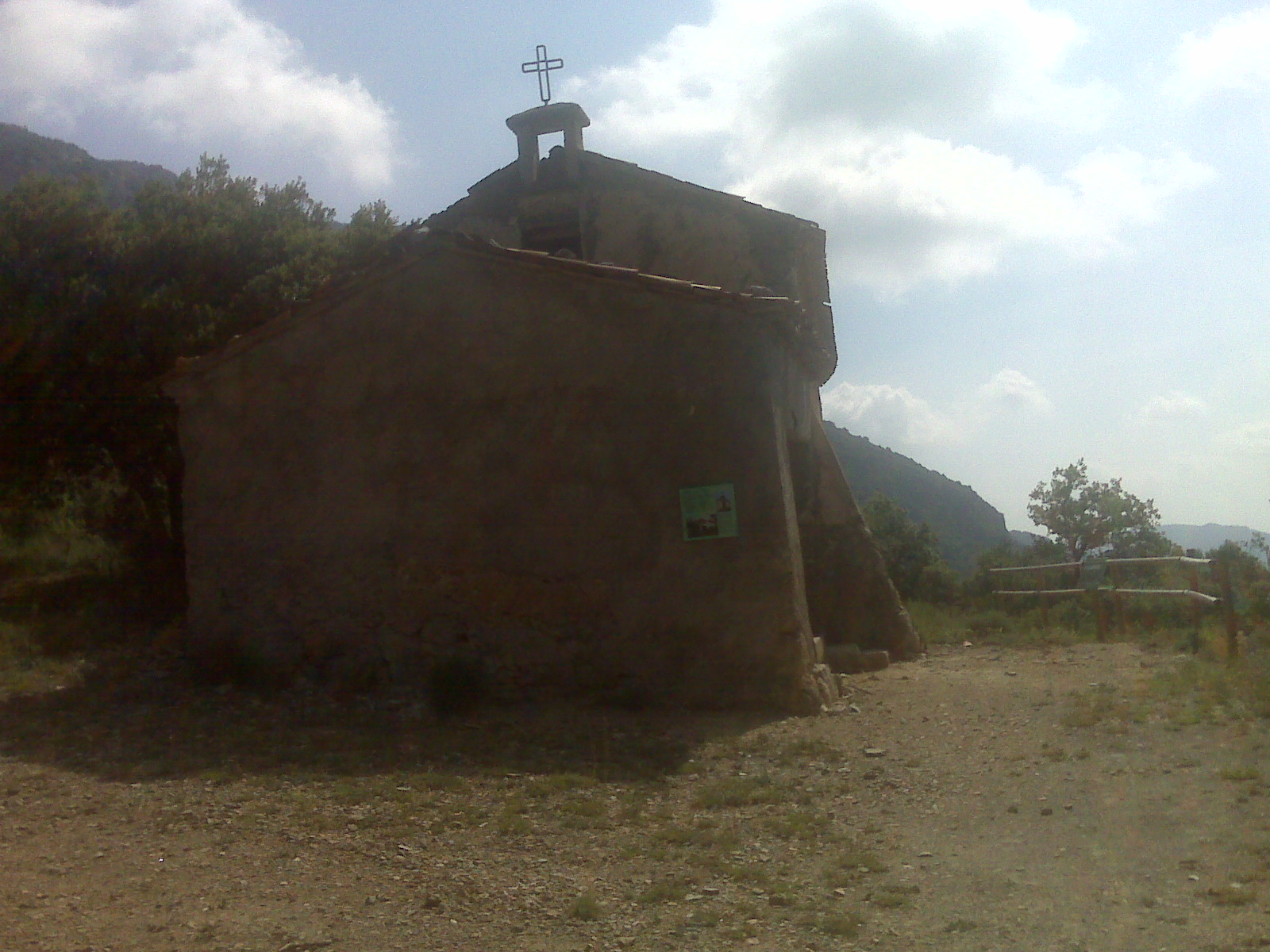
Ermita Sant Sebastia

- Ermita de Sant Sebastià situada a dos quilòmetres de Santa Maria de Meià, en el camí que duu fins als peus del Montsec de Rúbies. Resultat de diverses restauracions, durant la Guerra Civil Espanyola va rebre molts impactes i es va convertir en un gran polvorí. És un edifici d'una sola nau, té un absis semicircular amb dues finestres restaurades que dona a llevant. Està coberta amb volta de canó. La porta, situada a ponent, està també totalment restaurada, fins i tot s'ha fet un pòrtic de ciment amb obertura cap al sud. A l'exterior s'hi poden veure quatre contraforts que estan distribuïts des de la paret sud de l'absis fins a la zona de llevant. Per la seva disposició, es creu que és una construcció religiós del romànic, tot i que no es pot assegurar quan es va fer construir. Al seu interior s'hi pot trobar una talla moderna de guix de grans dimensions representant a Sant Sebastià que dona nom a l'ermita. Des de fa molts anys per la festivitat de Sant Sebastià, el dia 20 de gener, la població de la contrada s'aplegava a l'ermita però actualment la festa s'ha traslladat al diumenge de la segona Pasqua.

- Centre Cultural de Santa Maria de Meià situat a la plaça Jalpí número 4.

## Activitats i excursions
- Font de l'Aigüeta
- Castell del Moro
- Ermita de Sant Sebastià
- Font del Reguer
- Mirapallars (Lloc més alt del Montsec de Rúbies)
- Pedrera de Meià (Paleontologia)
- Font de l'Hedra i de la Figuera
- Ermita del Puig
- Cova de Gel i Sant del Bosc

## Com arribar-hi
- A 150 km de Barcelona
- A 235 km de Girona
- A 72 km de Lleida
- A 122 km de Tarragona

Cal situar-se a Artesa de Segre i agafar la carretera d'Artesa de Segre a Tremp. Un cop arribats al quilòmetre 4 cal agafar el trencall situat a mà esquerra que duu a Vilanova de Meià. Des del trencall de la carretera fins a Santa Maria de Meià hi han 14 quilòmetres de carretera asfaltada.